# Liberdade! Liberdade! Abre as Asas sobre Nós
Liberdade! Liberdade! Abre as Asas sobre Nós foi o enredo apresentado pela Imperatriz Leopoldinense no desfile das escolas de samba do Rio de Janeiro do carnaval de 1989. Com o desfile, a escola conquistou o seu terceiro título de campeã do carnaval carioca, quebrando o jejum de sete anos sem conquistas. O título anterior da escola foi conquistado no carnaval de 1981.
O grande sucesso do desfile foi o samba-enredo, composto por Niltinho Tristeza, Preto Jóia, Vicentinho e Jurandir, que é comumente listado entre os melhores da história do carnaval, sendo qualificado com adjetivos como "histórico", "inesquecível", "primoroso", "antológico" e "icônico". O samba recebeu o prêmio Estandarte de Ouro de 1989 e possui mais de vinte regravações com grandes nomes da música brasileira. Em 2007, foi eleito o melhor samba de todos os tempo através de uma votação popular realizada pelo programa Domingão do Faustão. Em 2012, foi tema de abertura da novela Lado a Lado.
O enredo do desfile, assinado pelo carnavalesco Max Lopes, celebrou os cem anos da Proclamação da República do Brasil, completados em 1989, abordando acontecimentos que culminaram no golpe que instaurou a República, como: o declínio do Império brasileiro; a Guerra do Paraguai; a chegada dos imigrantes; e a abolição da escravidão. Max Lopes abordou os acontecimentos seguindo a narrativa "oficial", diferente do desfile do ano anterior, quando o enredo da Imperatriz, assinado pelo carnavalesco Luiz Fernando Reis, questionou diversos fatos históricos, como a Lei Áurea e a Proclamação da República. Após o quase rebaixamento de 1988, o presidente da Imperatriz, Luizinho Drummond, promoveu uma série de mudanças na escola. Além de Max Lopes, o intérprete Dominguinhos do Estácio também retornou a Imperatriz após alguns anos afastado. O desfile teve ainda Chiquinho e Maria Helena como mestre-sala e porta-bandeira; e Wagner Tavares de Araújo estreando como diretor de carnaval.
A Imperatriz foi a segunda escola a se apresentar na segunda noite do Grupo 1, em 6 de fevereiro de 1989. Especialistas elogiaram o desfile, listando a Imperatriz entre as favoritas ao título de campeã, mas apontando vantagem para a Beija-Flor, que desfilou com o antológico "Ratos e Urubus, Larguem Minha Fantasia". A Imperatriz somou a mesma pontuação final que a Beija-Flor, conquistando o título no critério de desempate após receber nota máxima de todos os julgadores, enquanto a escola de Nilópolis teve três notas abaixo da máxima.

## Antecedentes

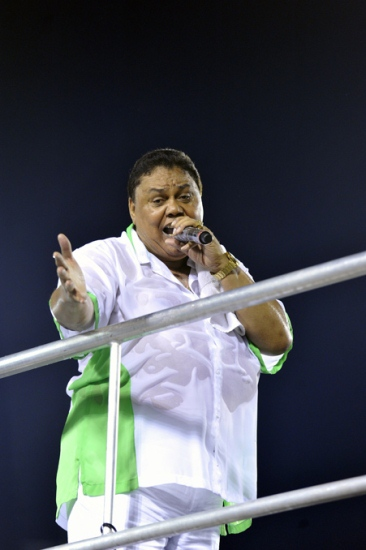
Dominguinhos do Estácio retornou à Imperatriz para o carnaval de 1989.

A Imperatriz Leopoldinense chegou ao carnaval de 1989 enfrentando um jejum de sete anos sem vitórias. O título anterior da agremiação foi conquistado no carnaval de 1981 com "O Teu Cabelo não Nega", uma homenagem a Lamartine Babo. Foi o segundo título da agremiação, que também havia vencido no ano anterior. A escola ainda conseguiu boas colocações em 1982 (terceiro lugar) e 1983 (quarto lugar). Em 1984, o patrono da escola, Luizinho Drummond, se afastou da agremiação. Com poucos recursos, a agremiação realizou um desfile mais simples do que nos anos anteriores, conquistando o quarto lugar entre as sete escolas que desfilaram na segunda-feira. Luizinho retornaria à Imperatriz na reta final dos preparativos para o carnaval de 1985, mas a escola continuou distante da disputa por título. Se classificou em oitavo lugar em 1985 e 1986; e em sexto lugar em 1987. Para o carnaval de 1988, a Imperatriz contratou o carnavalesco Luiz Fernando Reis, conhecido por seus enredos irônicos e bem humorados. Ele desenvolveu um enredo sobre piadas, questionando acontecimentos da História do Brasil, como o Descobrimento, a Independência, a abolição da escravidão e a Proclamação da República. Segundo a sinopse do enredo, assinada por Luiz Fernando, a libertação dos escravizados brasileiros foi "muito mais econômica que humanitária, atendendo interesses comerciais da Inglaterra e de outras nações (brancas) da Europa"; e na Proclamação da República, "Deodoro a fez porque, senão, seria atropelado pelos republicanos". No desfile, a escola teve diversos problemas. A chuva fraca foi suficiente para danificar as fantasias, a maioria com plumas. A fantasia da porta-bandeira Maria Helena se desmanchou durante o desfile. Pela primeira vez, desde quando começaram a dançar juntos, Maria Helena e seu filho, Chiquinho, não receberam a nota máxima de todos os jurados. Com muitos componentes, a escola evoluiu de forma lenta, ultrapassando em doze minutos o tempo limite de desfile, sendo penalizada em nove pontos. A escola se classificou na 14.ª e última colocação e seria rebaixada, mas a LIESA cancelou o descenso, responsabilizando-se pelo atraso da agremiação, causado pela queda de um fio de alta tensão durante a passagem da escola anterior, a União da Ilha.
Para o carnaval de 1989, Luizinho Drummond promoveu uma série de mudanças na Imperatriz. O número de componentes foi reduzido de 5.500 em 1988 para 3.900 em 1989. Os 406 diretores administrativos foram reduzidos para 83. A bateria deixou de ser liderada por apenas um diretor, passando a ser comandada por quatro mestres. A Comissão de Frente foi toda substituída. Foram criadas regras para os desfilantes como, por exemplo, não desfilar embriagado. Em outra determinação, os componentes que não soubessem cantar o samba nos ensaios, também seriam impedidos de desfilar. Além disso, Luizinho levou de volta à Imperatriz o intérprete Dominguinhos do Estácio e o carnavalesco Max Lopes. Dominguinhos foi intérprete da escola entre 1979 e 1982, participando dos títulos de 1980 e 1981. Max Lopes foi carnavalesco da agremiação em 1977, quando a escola foi rebaixada para a segunda divisão, e 1978, quando a escola venceu o Grupo 2, retornando à elite do carnaval. Wagner Tavares de Araújo assumiu a direção de carnaval da escola, cargo que ocuparia durante três décadas. Patrono e presidente da escola, Luizinho Drummond contribuiu com cerca de 380 mil NCz$.

## O enredo

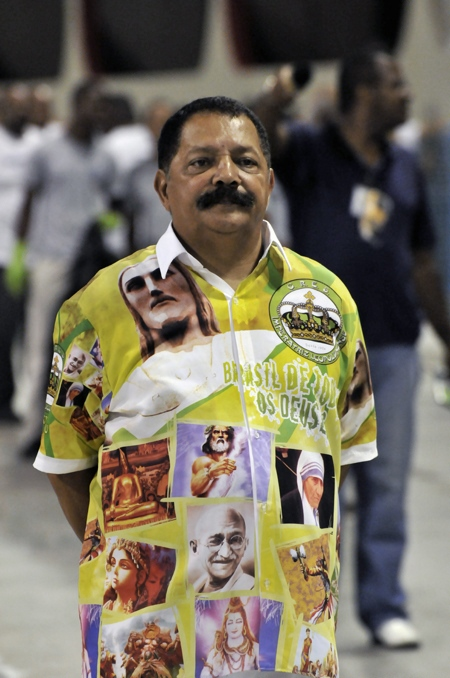
Max Lopes, carnavalesco e autor do enredo do desfile.

"Liberdade! Liberdade! Abre as Asas sobre Nós" celebrou os cem anos da Proclamação da República do Brasil, completados em 1989. O título do enredo é um verso do Hino da Proclamação da República ("Liberdade! Liberdade! Abre as asas sobre nós! / Das lutas na tempestade / Dá que ouçamos tua voz!"). O enredo, assinado pelo carnavalesco Max Lopes, aborda, sem ordem cronológica, acontecimentos que culminaram no golpe que instaurou a forma republicana presidencialista de governo no Brasil. O enredo começa abordando o declínio do Império do Brasil, tendo como marco a realização do Baile da Ilha Fiscal, também conhecido como O Último Baile do Império, realizado em 9 de novembro de 1889, seis dias antes da Proclamação da República. A seguir, o enredo aborda a Guerra do Paraguai, conflito armado disputado entre Paraguai e a Tríplice Aliança, composta pelo Império do Brasil, Argentina e Uruguai, entre os anos de 1864 e 1870, cerca de vinte anos antes da Proclamação. Apesar da vitória do Brasil, o conflito causou um aumento ruinoso da dívida pública do país. A dívida de guerra, e a crise social desencadeada após o conflito, contribuíram para a queda do Império e a Proclamação da República. Em seguida, o enredo trata da imigração no Brasil. Com a proibição do tráfico negreiro e o declínio do sistema escravagista no fim do Império, a mão de obra escrava foi substituída por imigrantes. O enredo foca nos imigrantes italianos, que foram trabalhar nas fazendas de café da região sudeste do Brasil. A seguir, o enredo aborda a abolição da escravatura no Brasil, com a assinatura da Lei Áurea, pela Princesa Isabel, em 13 de maio de 1988, cerca de um ano e meio antes da Proclamação da República. O enredo é finalizado com a Proclamação da República em 15 de novembro de 1889.

Com o lançamento do samba-enredo do desfile, Max Lopes foi questionado por setores progressistas e conservadores da sociedade. Representantes da cultura afro-brasileira demonstraram preocupação com a importância dada a Princesa Isabel (descrita no samba como "a heroína que assinou a lei divina") na abolição da escravatura; enquanto herdeiros da antiga monarquia brasileira se preocuparam com a forma com que seria retratada a queda do Império (descrito no samba como "decadente, muito rico, incoerente"). Max respondeu que apenas retrataria os fatos da história, sem fazer juízo de valor dos personagens e acontecimentos. Antes de ser contratado pela Imperatriz, Max Lopes ofereceu o tema a Portela, mas a escola menosprezou a proposta, reduzida a "enredo de bloco".
"O enredo, no meu entender, tinha muito a ver com a Portela. Ofereci à escola porque a águia é o símbolo da liberdade. Mas o tema foi absolutamente bem recebido pela Imperatriz, que tem uma abordagem cultural muito forte, um de seus traços marcantes, e me deu ampla liberdade para trabalhar".
— Max Lopes, carnavalesco e autor do enredo do desfile.

## O samba-enredo
O samba-enredo do desfile foi composto por Niltinho Tristeza, Preto Jóia, Vicentinho e Jurandir. O samba foi oficialmente lançado no álbum Sambas de Enredo das Escolas de Samba do Grupo 1A - Carnaval 89, com interpretação de Dominguinhos do Estácio. A Imperatriz realizou um concurso para a escolha do samba-enredo do desfile. O samba vencedor disputou a final do concurso contra outros dois sambas: um da parceria liderada por Zé Katimba e outro da parceria de Dominguinhos do Estácio. O samba favorito da comissão julgadora era o da parceria de Dominguinhos, que descrevia melhor o enredo. O samba vencedor tinha partes que não contemplavam o enredo. Isto porque a composição de Niltinho Tristeza estava pronta para ser um samba romântico, sobre o amor, e seria oferecida para Jorginho do Império gravar, quando o compositor decidiu adaptá-la para o samba-enredo. Diversas partes da letra foram alteradas pelos compositores, mantendo a melodia criada por Niltinho. O início "Vou me perder contigo, amor / Nos acordes da poesia" foi transformado em "Vem, vem, vem reviver comigo, amor / O centenário em poesia". Em outro trecho, "Meu despertar foi poesia / Trocando a noite pelo dia / Sonhei te amar / Foi bom amar / Sem fantasia" passou a ser "Pra Isabel, a heroína / Que assinou a lei divina / Negro dançou, comemorou / O fim da sina". E ainda, "Nessa noite de esplendor / Eu só quero brincar / E curtir o nosso amor" virou "A imigração floriu de cultura o Brasil / A música encanta e o povo canta assim". Parte da letra original foi mantida. É o caso dos versos "Surgem os tamborins, vem emoção / A bateria vem no pique da canção" e também "Vem viver o sonho que sonhei / Ao longe faz-se ouvir", que nada dizem sobre o enredo. O único trecho totalmente criado para o samba-enredo foi o refrão principal ("Liberdade! Liberdade! Abre as asas sobre nós / E que a voz da igualdade / Seja sempre a nossa voz"). Durante o concurso, o samba ganhou o apoio do carnavalesco Max Lopes, que conseguiu convencer o presidente da escola, Luizinho Drummond, a escolher a parceria de Niltinho, argumentando que a Imperatriz precisava de um samba com "apelo popular".
"A Imperatriz vinha de um carnaval difícil. Em 1988, foi a última colocada. Para aquele ano, tínhamos um enredo histórico, pesado e um desfile pesado. Precisávamos de um samba leve, que contagiasse a avenida, para embalar. Eu gostei muito, porque tratava do enredo da escola, de modo descritivo, mas também de modo poético [...] Havia uma tendência na escola favorável ao samba de Dominguinhos do Estácio, que era mais descritivo. Mas eu gostei muito da forma como os autores vencedores falavam não só do enredo, como do próprio carnaval".
— Max Lopes, sobre a escolha do samba-enredo.

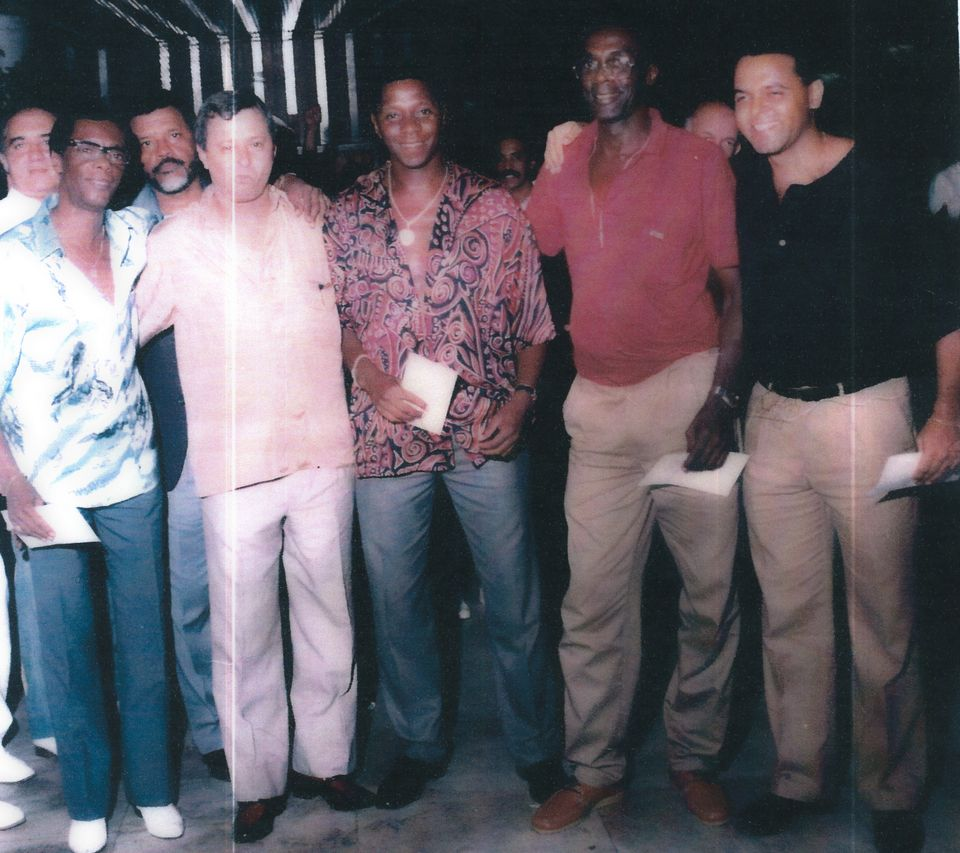
Em primeiro plano, Luizinho Drummond junto com os autores do samba-enredo.

Pela primeira vez Preto Jóia assinou um samba no carnaval, após seis derrotas em finais de concursos da Imperatriz. Vicentinho também assinou um samba na Imperatriz pela primeira vez. Niltinho Tristeza assinou seu quarto samba na escola. Ele também está entre os autores de "Barra de Ouro, Barra de Rio, Barra de Saia" (1971); "Um Jeito para Ninguém Botar Defeito" (1986); e "Estrela Dalva" (1987). Niltinho já era conhecido no meio do samba por causa do sucesso da música "Tristeza", que compôs junto com Haroldo Lobo, e acabou virando seu sobrenome artístico. Jurandir assinou seu segundo samba na escola. Ele também está entre os compositores de "Um Jeito para Ninguém Botar Defeito" (1986). Posteriormente, Preto Jóia, Niltinho e Jurandir assinaram outros sambas na escola, mas sem o mesmo sucesso de "Liberdade! Liberdade!".
Alguns estudiosos apontam excesso de ufanismo na letra do samba ao exaltar personalidades controversas como Duque de Caxias, Princesa Isabel e Marechal Deodoro da Fonseca, "romantizando" a Guerra do Paraguai, que teve mais de quatrocentos mil mortos em um confronto desigual entre Brasil, Argentina e Uruguai contra o Paraguai; e a Proclamação da República, além de colocar a Princesa Isabel como "heroína" da abolição da escravatura, ignorando a luta de escravizados e abolicionistas e a pressão enfrentada pelo Império para promulgar a Lei Áurea.

## O desfile

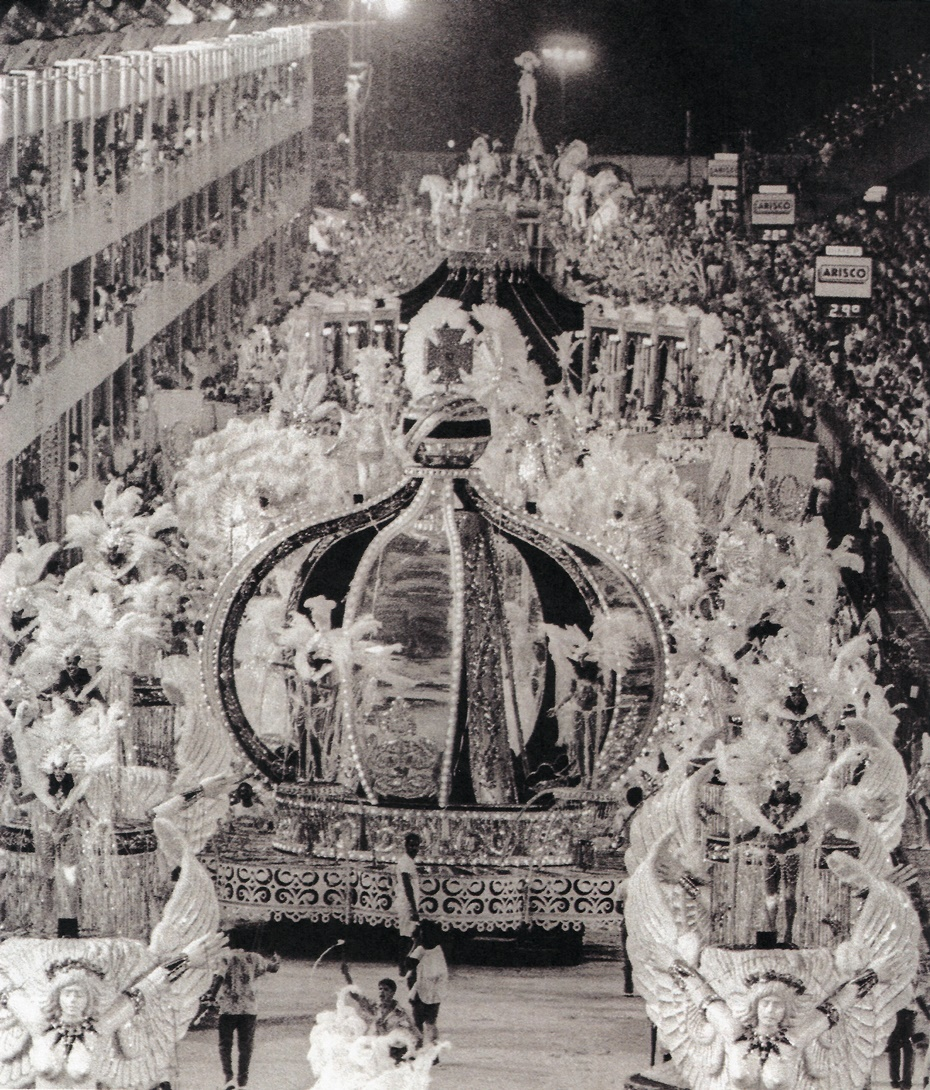
Visão geral do início do desfile da Imperatriz a partir dos tripés que antecederam o carro abre-alas.

A Imperatriz foi a segunda das nove escolas que se apresentaram na segunda noite do Grupo 1 de 1989, iniciando seu desfile por volta das 22 horas da segunda-feira de carnaval, dia 6 de fevereiro de 1989.

### Roteiro
Introdução

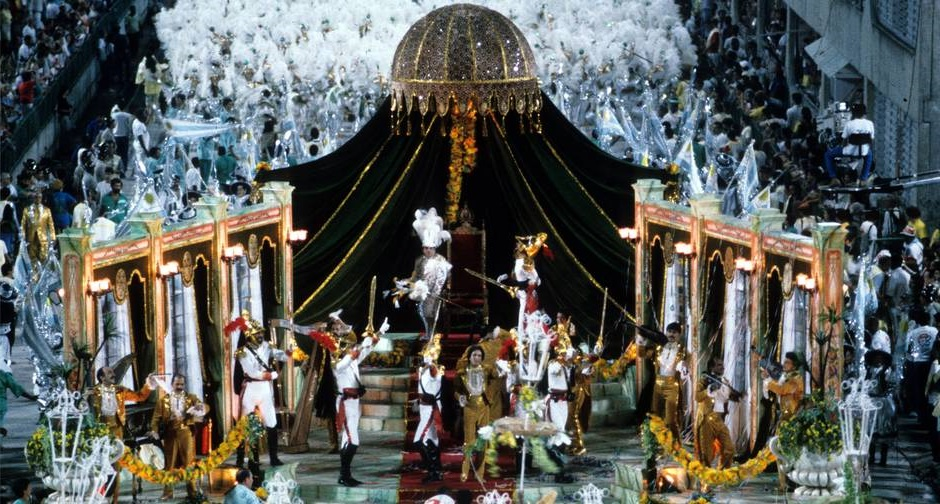
Alegoria do Baile da Ilha Fiscal.

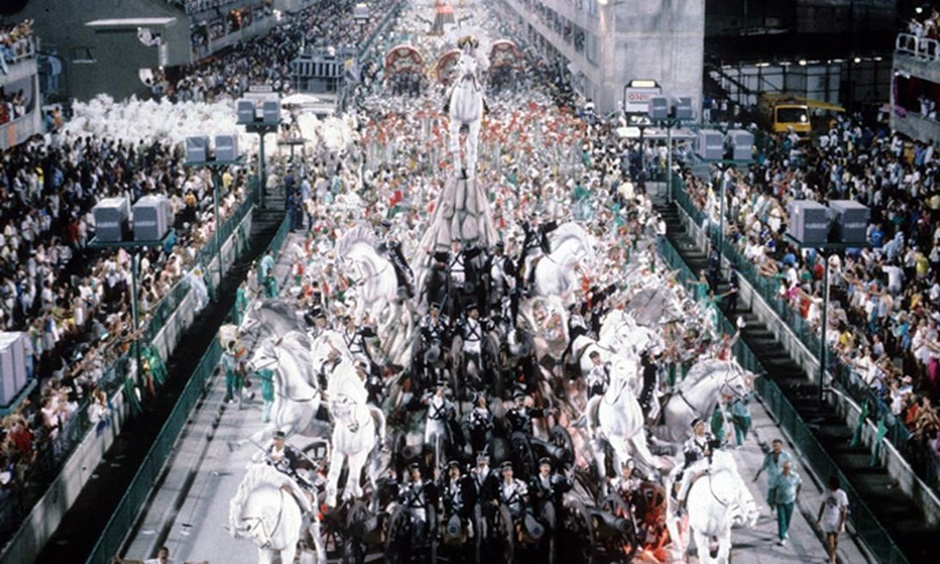
Alegoria da Guerra do Paraguai.

O primeiro setor do desfile, com alas e alegorias em tons de branco e prata, fez uma síntese do enredo, simbolizando a transição do Império para a República. O desfile foi aberto por uma Comissão de Frente formada por quinze homens negros, alguns integrantes do grupo Cacique de Ramos, representando "nobres do Império", com uma luxuosa fantasia branca com detalhes em prata e dourado e chapéu decorado com plumas brancas. A seguir, antes da primeira alegoria, desfilaram três pares de tripés com esculturas brancas, em forma de mulheres aladas, representando as "Asas da Liberdade". Em cima de cada tripé, desfilou uma mulher de destaque. Após os tripés, desfilou o carro abre-alas, que consistia numa grande coroa imperial do Brasil, símbolo da escola e do império brasileiro, tema do primeiro setor. A coroa, toda espelhada e giratória, foi decorada com cerca de três mil lâmpadas. Em seguida desfilou uma ala com fantasias em tons de branco e prata, representando as "águias da República". Encerrando o setor, desfilou a segunda alegoria do desfile, com vários destaques de luxo, simbolizando a Proclamação da República do Brasil.
O Império

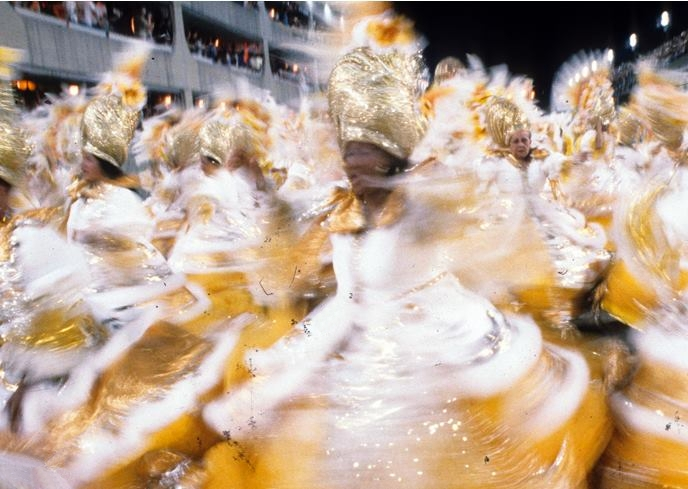
A primeira Ala de Baianas do desfile representou as "damas da corte".

A partir do segundo setor, o desfile começa a retratar os fatos que antecederam a República no Brasil. O segundo setor do desfile, com fantasias em tons de branco, dourado, amarelo e laranja, simbolizou o Império do Brasil. As alas fizeram referência a cenas e personagens do cotidiano imperial, inspirado nas pinturas de Jean-Baptiste Debret, pintor francês que integrou a Missão Artística Francesa no Brasil, retratando cenários, personagens e situações do cotidiano da cidade do Rio de Janeiro no início do século XIX. Abrindo o setor, a Ala de Crianças representou "pajens do Império". A ala das "liteiras" representou o transporte dos nobres por escravizados. Na ala seguinte, componentes carregavam grandes estandartes com brasões, representando as famílias dos nobres. Na ala dos "lampioneiros", componentes carregavam um adereço em forma de lampião, simbolizando os escravizados que carregavam lampiões para seus senhores durante a noite. Em seguida desfilou uma ala representando os "nobres do Império" e, logo depois, a primeira ala de baianas do desfile, com fantasias nas cores branco, dourado e laranja, representando as "damas da corte". A seguir, desfilou uma ala coreografada, com casais fazendo passos de minueto. À frente da ala, também dançando, desfilou a bailarina Mercedes Baptista e o passista Jeronimo Patrocínio. Mercedes foi responsável pela famosa ala do minueto no desfile do Salgueiro de 1963, considerada a primeira ala coreografada na história do carnaval.

Encerrando o setor, desfilou a terceira alegoria do desfile, que representou o último baile do Império, também conhecido como o Baile da Ilha Fiscal, que, na visão do enredo, marcou o fim do Império, que chegaria ao final seis dias depois do baile, com a Proclamação da República. A alegoria retratou um luxuoso salão, onde ocorria uma festa com componentes interpretando músicos tocando violinos e violoncelos; enquanto outros encenavam a guarda real, vestidos com o clássico uniforme dos Dragões da Independência. Na alegoria também haviam reproduções de dois pianos e um tapete vermelho estendido até um trono, onde ficava um componente interpretando o imperador D. Pedro II.
A Guerra do Paraguai

Maria Helena e Chiquinho se apresentam durante o desfile.

O terceiro setor do desfile fez referência a Guerra do Paraguai, conflito armado disputado entre Paraguai e a Tríplice Aliança, composta pelo Império do Brasil, Argentina e Uruguai, entre os anos de 1864 e 1870. Na primeira ala do desfile, componentes desfilaram com pilchas (indumentária tradicional da cultura gaúcha) estilizadas, lembrando que o Rio Grande do Sul foi um dos palcos da Guerra do Paraguai. Componentes também carregavam bandeiras da Argentina e do Uruguai, aliados no Brasil na Guerra. A seguir, desfilou o primeiro casal de mestre-sala e porta-bandeira da Imperatriz, formado por Maria Helena e Chiquinho, mãe e filho. Após o casal, desfilou a bateria da escola, comandada pelos diretores Milton Manhães, Bira, Paulinho e Beto. Ritmistas desfilaram com uma fantasia branca, com detalhes em prata, dourado e verde, e um chapéu em forma de coroa com plumas brancas. Logo depois, uma nova ala com componentes utilizando bombachas lembrou a participação dos gaúchos na Guerra do Paraguai. A quarta alegoria do desfile, representava as conquistas brasileiras na Guerra do Paraguai, tinha a forma de uma águia dourada, com canhões de guerra e componentes vestidos de militares. Na ala seguinte, componentes usavam fantasias com estilo de farda militar, e carregavam bandeiras do Paraguai, lembrando o lado derrotado da Guerra.
Encerrando o setor, desfilou a quinta alegoria do desfile, em referência à vitória do Brasil na Guerra do Paraguai. O carro alegórico tinha várias esculturas de canhões de guerra e cavalos brancos com homens, caracterizados como militares, montados em cima. No topo da alegoria, montado no cavalo mais alto, desfilou o babalorixá Zacarias de Oxóssi, representando Duque de Caxias, militar que comandou a tropa brasileira na Guerra. Zacarias substituiu um outro componente que desistiu de desfilar no carro alegórico devido a altura. A alegoria media dez metros de altura contra nove metros da torre de transmissão do Sambódromo. Ao se aproximar do monumento, um sistema hidráulico fez com que o cavalo abaixasse. Zacarias tirou o seu chapéu e a alegoria passou pela torre sob aplausos do público.
A imigração

O quarto setor do desfile fez referência a imigração italiana no Brasil. O desfile foca nos imigrantes italianos, que foram trabalhar nas fazendas de café da região sudeste. Na primeira ala do setor, componentes desfilaram com fantasias diversas nas cores da Itália (verde, branco e vermelho) e carregavam adereços em forma de pizza, vinho e cesto de café. Na ala seguinte, componentes desfilaram com chapéus em forma de xícara de café e carregavam adereços em forma de colher. O setor foi encerrado por três tripés em forma de carroça puxada por dois bois, representando o transporte dos imigrantes. Na primeira carroça desfilou o cantor Elymar Santos. Em outra carroça desfilou o árbitro de futebol Margarida.
Abolição da escravatura

Alegoria reproduziu o manuscrito da Lei Áurea. Na frente, Leonor como Princesa Isabel.

O quinto setor do desfile fez referência a abolição da escravatura no Brasil. O setor foi aberto com uma ala coreografada com o Grupo Folclórico Oxóssi, com fantasias na cor amarelo. O ator Jorge Lafond desfilou como destaque em cima da sexta alegoria do desfile, que reproduziu uma enorme fogueira, representando, segundo o enredo, um ritual de libertação dos escravizados. Na ala seguinte, componentes interpretavam escravizados, com fantasias em xadrez nas cores verde e branco. Logo depois, desfilou a segunda Ala de Baianas da escola, também com fantasias em xadrez verde e branco, representando mucamas. Na última ala do setor, componentes carregavam adereços na forma de uma rosa dourada para lembrar que a Princesa Isabel recebeu uma Rosa de Ouro do Papa Leão XIII em condecoração por ter assinado a Lei Áurea. Encerrando o setor, desfilou a sétima alegoria do desfile, com a reprodução de um pergaminho estampado com o manuscrito da Lei Áurea. Leonor desfilou como destaque no carro alegórico representando a Princesa Isabel.
Proclamação da República
O sexto e último setor do desfile fez referência ao período da Proclamação da República. Na primeira ala do setor, com fantasias nas cores branco e prata, mulheres carregavam sombrinhas e homens desfilaram com fraque, bengala e cartola, representando as damas e os "almofadinhas" da Belle Époque brasileira. Em meio a ala, desfilou a oitava alegoria do desfile, na forma do brasão da República, com detalhes espelhados, nas cores verde e amarelo. A nona e última alegoria do desfile, também tinha suportes com a forma geométrica do brasão da República, espelhados em verde e amarelo, e componentes com fantasias brancas lembrando a Belle Époque brasileira. Na última ala do desfile, componentes carregavam painéis que, quando agrupados, formavam a Bandeira do Brasil. O desfile foi encerrado por um tripé reproduzindo uma águia, símbolo da liberdade.

## Recepção dos especialistas
Especialistas elogiaram o desfile, listando a Imperatriz entre as favoritas ao título de campeã junto com Beija-Flor, Salgueiro, Vila Isabel e União da Ilha, mas apontando vantagem para a escola de Nilópolis, que desfilou com o antológico "Ratos e Urubus, Larguem Minha Fantasia". Em sua análise, o jornalista Fernando Paulino Neto, do Jornal do Brasil, escreveu que "um samba muito bem puxado por Dominguinhos do Estácio, fantasias lindas e integradas ao enredo, e carros alegóricos muito bem concebidos devem levar a Imperatriz à disputa do título". Na transmissão do desfile pela Rede Manchete, o jornalista José Carlos Rego disse que a Imperatriz "fez um excelente desfile", destacando o "perfeccionismo de Max Lopes junto com a animação do samba". Também na Manchete, o jornalista e escritor Sérgio Cabral apontou a escola como uma das favoritas ao título "pela emoção que transmitiu, beleza, pelo samba, animação, harmonia", destacando que foi um desfile "extremamente competente" e apontando que Max Lopes fez seu melhor desfile. Na transmissão da TV Globo, Antônio Carlos Athayde declarou que "um dos grandes responsáveis pelo belo espetáculo que acabamos de ver é o enredo da escola. A comunidade de Ramos se empolgou e contou com perfeição a história proposta pelo carnavalesco. Alas, destaques, carros... todos afinadíssimos com o enredo, mostrando os diversos momentos da Proclamação da República com clareza e beleza. O conjunto foi perfeito. Os diretores de harmonia quase não tiveram trabalho porque a rapaziada de Ramos desenvolveu o desfile com enorme segurança e alegria". Também na Globo, Márcio Antonucci, disse que "a bateria da Imperatriz foi impecável e ousada, levantando todo o público", destacando o naipe de tantãns.

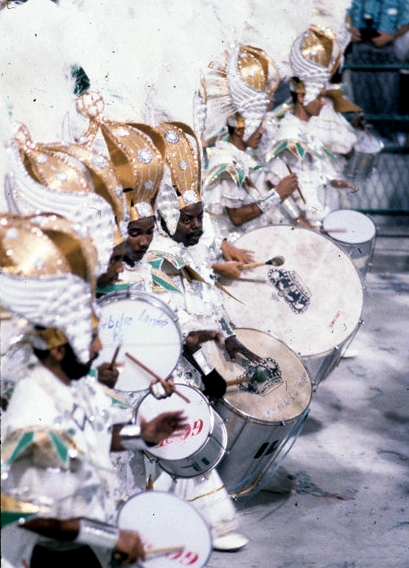
Bateria da Imperatriz em 1989: Apresentação elogiada por especialistas.

Milton Abirached, do jornal O Globo, escreveu que "já no começo da Sapucaí, a ensaiadíssima Comissão de Frente era ovacionada e o refrão do samba contagiava as arquibancadas. O enredo pegava o centenário da República como pretexto para cantar episódios da História do Brasil. Aqui, a genialidade do carnavalesco Max Lopes: ser consagrado em enredo com militares como protagonistas, especialmente na apoteótica aparição do carro da Guerra do Paraguai - uma obra-prima do gênero - cheio de cavalos, sendo o Duque de Caxias tão alto, que o figurante teve que tirar o chapéu para passar pela torre do Sambódromo. Max fez o mais difícil nos dias que correm: não contar a História pela ótica dos destituídos. Assim, haviam alas de sulistas, paraguaios, carros de boi, o Baile da Ilha Fiscal (um carro suntuoso, com músicos a caráter). De novo, a química aconteceu, e com intensidade muito maior do que com a União da Ilha. O samba era gostoso, o enredo claro, a escola saiu econômica, compacta e sem chatear o público. No final, um achado do nacionalismo sem patriotada: uma ala formava um quebra-cabeça com a Bandeira do Brasil. Na Praça da Apoteose, a plateia rugia o nome da escola".
Os jurados do prêmio Estandarte de Ouro elegeram o samba da Imperatriz como o melhor do ano e também elogiaram o desfile. Para o jornalista Carlos Lemos, a escola mostrou o enredo "com perfeição e beleza raramente vistas. O carro do Duque de Caxias era deslumbrante. Foi uma aula de história completa, tanto para os brasileiros, que já a conheciam, mas também para qualquer estrangeiro, que entenderia completamente a proposta colocada na Passarela". Segundo o jornalista Bernardo Goldwasser, Max Lopes "fez o carnaval com a cara da escola, como o componente gosta. Retornou às origens da festa, com aquelas alas de duques, de reis, de damas da corte. Ninguém precisou ler a sinopse para entender o que se queria dizer". Haroldo Costa apontou que Max Lopes fez um "grande trabalho" e elogiou a bateria da escola: "maravilhosa, em especial com aquela passagem 6/8 uma só vez, na hora do refrão, na medida perfeita".

## Julgamento oficial
"Joãosinho Trinta sempre dizia que o povo gosta de luxo, que quem gosta de miséria é intelectual. Em 1989, o luxo venceu o lixo".

— Max Lopes, sobre a vitória da Imperatriz em cima da Beija-Flor, que realizou um desfile sobre o lixo.
A Imperatriz foi campeã do carnaval de 1989, conquistando seu terceiro título na folia carioca, quebrando o jejum de sete anos sem conquistas. A Imperatriz somou a mesma pontuação final que a Beija-Flor. Seguindo o regulamento do concurso, as notas descartadas seriam reutilizadas para efeito de desempate. A escola de Nilópolis obteve três notas abaixo da máxima, enquanto a Imperatriz recebeu nota máxima de todos os jurados, conquistando o título de campeã. Luizinho Drummond, presidente da Imperatriz, e Anísio Abraão David, presidente da Beija-Flor, chegaram a se abraçar e comemorar o empate. Anísio só foi informado do desempate quando estava a caminho de Nilópolis. Após a divulgação do resultado, cerca de vinte mil pessoas lotaram a quadra da Imperatriz, em Ramos, e as ruas ao entorno, para comemorar o título. Por volta das duas horas da madrugada, a festa foi encerrada na quadra da escola, mas a multidão seguiu comemorando nas ruas ao entorno até o amanhecer. O então presidente do Brasil, José Sarney, enviou um telegrama para Imperatriz e Beija-Flor, congratulando "pela justa premiação conquistada", concluindo que "mais uma vez, tivemos a vitória da alegria, da criatividade, e do entusiasmo, marcas da personalidade de um povo invencível - o povo brasileiro". 

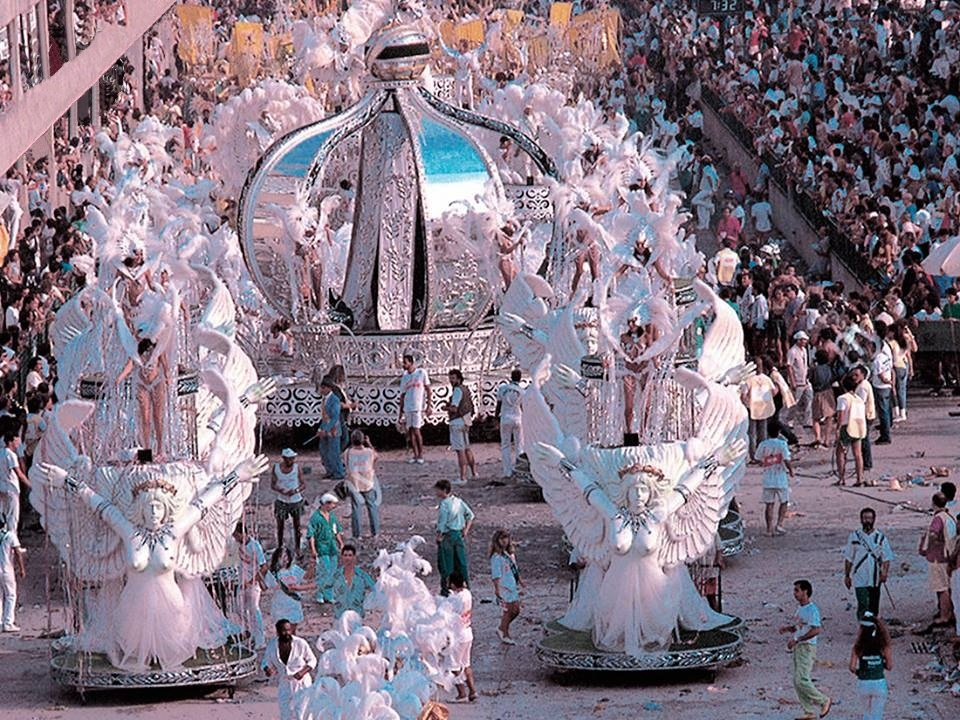
Imperatriz se apresentando no Desfile das Campeãs com o dia amanhecendo.

Max Lopes conquistou seu segundo título na folia carioca. O carnavalesco já havia vencido o carnaval de 1984 na Mangueira com "Yes, Nós Temos Braguinha". Ao comentar a vitória da Imperatriz, Max agradeceu ao seu assistente, Mauro Quintaes. Campeão em 1980 e 1981, Dominguinhos do Estácio conquistou seu terceiro título na elite do carnaval, sendo os três pela Imperatriz. Maria Helena, Chiquinho, Mestre Beto e Wagner Araújo ganharam o primeiro dos seis títulos que conquistariam pela escola até 2001. Com a vitória, a Imperatriz foi classificada para encerrar o Desfile das Campeãs, que foi realizado entre a noite do sábado, dia 11 de fevereiro de 1989, e a manhã do dia seguinte, no Sambódromo da Marquês de Sapucaí. A escola desfilou com o dia clareando, diferente do desfile oficial, que ocorreu à noite.

## Reconhecimento
O samba-enredo do desfile é comumente listado entre os melhores da história do carnaval, sendo qualificado com adjetivos como "histórico", "inesquecível", "primoroso", "antológico" e "icônico". Recebeu o prêmio Estandarte de Ouro de melhor samba-enredo de 1989. Possui mais de vinte regravações com grandes nomes da música brasileira, como Emílio Santiago e Simone. Em 2007, foi eleito o melhor samba de todos os tempo através de uma votação popular realizada pelo programa de televisão Domingão do Faustão, da TV Globo. Os doze samba mais votados do concurso foram gravados pelo cantor Dudu Nobre e lançados no álbum Os Mais Belos Sambas Enredo de Todos os Tempos (2007) que, posteriormente, ganhou uma versão gravada ao vivo na Praça da Apoteose. Foi tema de abertura da novela Lado a Lado (2012) da TV Globo, que retratava os primeiros anos após a Proclamação da República no Rio de Janeiro. Em 2014 foi eleito por 27,7% dos internautas do site especializado Carnavalesco como o melhor samba-enredo da história do Sambódromo. "Liberdade! Liberdade!" é tema de um dos capítulos do livro O Enredo do Meu Samba (2015), do jornalista Marcelo de Mello, que lista quinze sambas-enredo que fizeram história no carnaval carioca.

## Anos posteriores
A Imperatriz manteve a equipe campeã para o carnaval de 1990, conquistando o quarto lugar do Grupo Especial com um enredo de Max Lopes sobre as riquezas do Brasil. Para 1991, Max trocou a Imperatriz pela Viradouro; enquanto Dominguinhos do Estácio se transferiu para a Grande Rio. Compositor de "Liberdade! Liberdade!" e cantor de apoio de Dominguinhos, Preto Jóia assumiu o posto de intérprete oficial da Imperatriz. A escola de Ramos voltaria a ser campeã no carnaval de 1994, tendo Rosa Magalhães como carnavalesca.